# Janice Bremner
Pour les articles homonymes, voir Bremner.
Janice Bremner, née le 15 juillet 1974 à Burlington (Ontario), est une pratiquante de natation synchronisée canadienne.

## Carrière
Lors des Jeux olympiques de 1996 à Atlanta, Janice Bremner remporte la médaille d'argent olympique par équipes avec Sylvie Fréchette, Karen Clark, Karen Fonteyne, Christine Larsen, Erin Woodley, Cari Read, Lisa Alexander, Valérie Hould-Marchand et Kasia Kulesza,.